# UFC 113
UFC 113: Machida vs. Shogun 2（ユーエフシー・ワンサーティーン：マチダ・バーサス・ショーグン・ツー）は、アメリカ合衆国の総合格闘技団体「UFC」の大会の一つ。2010年5月8日、カナダ・ケベック州モントリオールのベル・センターで開催された。
2009年4月18日に開催されたUFC 97から約1年ぶり3度目のカナダでの開催大会となった。
メインイベントでは、リョート・マチダとマウリシオ・ショーグンによるUFC世界ライトヘビー級タイトルマッチでの再戦が行われた。

## 大会概要
メインイベントでは、ショーグンがマチダをKOで下し、UFC 104でのリベンジを果たすとともに、第11代UFC世界ライトヘビー級王者となった。
第10試合のウェルター級戦ではジョシュ・コスチェックがポール・デイリーを判定で破り、ジョルジュ・サンピエールの持つ世界ウェルター級王座への挑戦権を手にするとともに、リアリティ番組「The Ultimate Fighter」シーズン12のコーチに就任することとなった。

## 試合結果

### プレリミナリィカード
第1試合 ミドル級 5分3R
○  ジョン・ソルター vs.  ジェイソン・マクドナルド ×
1R 2:42 TKO（レフェリーストップ：左脚の負傷）
第2試合 ウェルター級 5分3R
○  マイク・ガイモン vs.  吉田善行 ×
3R終了 判定3-0（30-27、30-27、30-27）
第3試合 ヘビー級 5分3R
○  ジョーイ・ベルトラン vs.  ティム・ヘイグ ×
3R終了 判定3-0（30-27、30-26、29-28）
第4試合 ウェルター級 5分3R
○  ジョニー・ヘンドリックス vs.  TJ・グラント ×
3R終了 判定2-0（29-27、29-28、28-28）
第5試合 ウェルター級 5分3R
○  マーカス・デイヴィス vs.  ジョナサン・グレ ×
2R 1:23 TKO（レフェリーストップ：左アッパー→パウンド）
第6試合 ミドル級 5分3R
○  ジョー・ドークセン vs.  トム・ローラー ×
2R 2:10 チョークスリーパー

### メインカード
第7試合 ミドル級 5分3R
○  アラン・ベルチャー vs.  パトリック・コーテ ×
2R 3:25 チョークスリーパー
第8試合 ヘビー級 5分3R
○  マット・ミトリオン vs.  キンボ・スライス ×
2R 4:24 TKO（レフェリーストップ：マウントパンチ）
第9試合 ライト級 5分3R
○  ジェレミー・スティーブンス vs.  サム・スタウト ×
3R終了 判定3-0（30-27、29-28、28-29）
第10試合 ウェルター級王座挑戦者決定戦 5分3R
○  ジョシュ・コスチェック vs.  ポール・デイリー ×
3R終了 判定3-0（30-27、30-27、30-27）
※コスチェックが挑戦権獲得に成功。
第11試合 UFC世界ライトヘビー級タイトルマッチ 5分5R
○  マウリシオ・ショーグン vs.  リョート・マチダ ×
1R 3:35 KO（右フック→パウンド）
※ショーグンが王座獲得に成功。

### 各賞
ファイト・オブ・ザ・ナイト： ジェレミー・スティーブンス vs. サム・スタウト
ノックアウト・オブ・ザ・ナイト： マウリシオ・ショーグン
サブミッション・オブ・ザ・ナイト： アラン・ベルチャー
各選手にはボーナスとして65,000ドルが支給された。